# Romeo e Giulietta finalmente sposi
Romeo e Giulietta finalmente sposi (O Casamento de Romeu e Julieta) è un film del 2005 diretto da Bruno Barreto. 